# Островское сельское поселение (Орловская область)
Островско́е се́льское поселе́ние — муниципальное образование в Ливенском районе Орловской области России.
Создано в 2004 году в границах одноимённого сельсовета. Административный центр — село Остров.

## География
Расположено северо-западнее города Ливны, вдоль автотрассы Ливны — Красная Заря, на северо-востоке района, занимая водораздел рек Ливенка Полевая и Большая Чернава.
Местность имеет уклоны в сторону этих рек с перепадом высот от 230 м до 150 м над уровнем моря.
Протяжённость с севера на юг составляет 15 км, с востока на запад 12 км.
На севере Островское поселение граничит с Краснозоренским районом, на востоке с Липецкой областью, на северо-западе с Лютовским, а на юго-западе с Козьминским сельским поселением.
На северо-востоке с Дутовским, на западе и северо-западе с Верховским районом Орловской области.
Водные ресурсы представлены небольшими прудами населённых пунктов.

## Население
| 2010 | 2012 | 2013 | 2014 | 2015 | 2016 | 2017 |
| ---- | ---- | ---- | ---- | ---- | ---- | ---- |
| 726  | ↘709 | ↘689 | ↗693 | ↘684 | ↘680 | ↘667 |
| 2018 | 2019 | 2020 | 2021 | 2023 |      |      |
| ↘654 | ↘651 | ↗661 | ↘420 | ↘416 |      |      |

## Населённые пункты
В состав сельского поселения (сельсовета) входят 9 населённых пунктов:
| № | Населённый пункт             | Тип     | Население (чел.) |
| - | ---------------------------- | ------- | ---------------- |
| 1 | Будиловка                    | деревня | 25               |
| 2 | Малахово                     | деревня | 87               |
| 3 | Малаховские Выселки          | деревня | 9                |
| 4 | Новинка                      | деревня | 5                |
| 5 | Остров                       | село    | ↗374             |
| 6 | Пешково-Гремяченские Выселки | деревня | 65               |
| 7 | Прилепы                      | деревня | ↗128             |
| 8 | Соловьёвка                   | деревня | 14               |
| 9 | Сторожевая                   | деревня | 19               |

## История, культура и достопримечательности
Село Остров (Спасское) впервые упоминается в писцовой книге 1678 года. Все остальные населённые пункты поселения также возникли в XVII веке:234.
На территории поселения у северной окраины села Остров имеется братское захоронение Второй мировой войны:234.

## Экономика
Имеется один хозяйствующий субъект — Филиал № 5 «Родина» ООО «Орловский лидер». Он занят сельским хозяйством — растениеводством и животноводством.

## Инфраструктура
На территории сельского поселения находится 2 Сельских Дома Культуры (Островской и Пешково-Гремяченский), сельская библиотека, Островская средняя общеобразовательная школа и детский сад, отделение связи, отделение сбербанка, магазин, Островской фельдшерско-акушерский пункт.

## Транспорт и связь
Населенные пункты поселения связаны между собой и районным центром шоссейными дорогами. В качестве общественного транспорта действует автобусное сообщение с Ливнами и маршрутное такси.
В Островском сельском поселении работают 4 сотовых оператора Орловской области:
- МТС
- Билайн, компания Вымпел-Регион
- Мегафон, компания ЗАО Соник дуо
- TELE2

## Администрация
Администрация сельского поселения находится в селе Остров, ул. Центральная, д.16

Её главой является — Потапов Игорь Николаевич.